# 희랍어 시간
희랍어 시간은 한강의 2011년 한국어 장편 소설이다. 2011년 11월 10일 한국에서 출판되었고 2023년 4월 18일 영어로 출간되었다. 이 소설은 데보라 스미스와 원 에밀리 애가 영어로 번역했다. 여자의 지독한 침묵과 점점 소멸해가는 남자의 미약한 빛. 한 여자와 한 남자의 기척이 만나는 이야기이다.

## 줄거리
말을 잃어가는 젊은 여성이 어떻게든 말을 되찾고자 고대 그리스어 수업을 듣기 시작한다. 희랍어 강사인 남자는 점점 시력을 잃어가고 있는데 수업을 통해 그녀에게 점점 더 가까이 다가간다. 두 사람이 더욱 친밀해지면서, 함께 내면의 고통과 긴장을 탐구한다.

## 개발

### 출판 내역
'희랍어 수업'은 2011년 11월 10일 문학동네에서 한국어로 처음 출판되었다.

## 반응
이 소설은 영어로 출간되자 대체로 긍정적인 평가를 받았다. Publishers Weekly 와 Kirkus Reviews는 모두 긍정적인 리뷰를 게재하여 서사와 한강의 산문을 칭찬했다. 샌프란시스코 크로니클은 한을 "오늘날 출판하는 작가 중 가장 색다르고 통찰력 있고 진정으로 혁신적인 작가 중 한 명"이라고 긍정적인 서평하였고, 로스앤젤레스 타임스는 한강이 "불편함에도 글을 쓴다"고 칭찬했다. 엠 스트랭은 가디언 에 이 책을 영어로 번역하는 것이 책의 언어에 대한 주제적 탐구를 강조하기 때문에 이점이라고 썼다.
미국의 뉴욕 타임즈 북 리뷰의 이드라 노베이는 한강의 인물 묘사와 소설의 주제를 칭찬하면서 한강의 목소리가 이전 소설에 비해 덜 확실하다고 서평에서 지적했다. 이와 대조적으로 타임즈의 앨리스 오키프는 한강의 문장이 "아름답고 놀랍다"고 썼지만 소설의 어두운 톤을 비판하였다. 월스트리트 저널 의 한 리뷰는 이에 동의하며 소설의 실존적 주제는 그녀의 이전 책인 채식주의자 (소설) 에서 더 잘 다루어졌다고 주장했다.

## 참고문헌
1. ↑  정, 영진 (2024.10.13). “[한강 작가 2024년 노벨문학상 수상] 희랍어 시간”. 《시사메거진》. 2024년 10월 19일에 확인함.
2. ↑  “Greek Lessons”. 《BookMarks》. 2023년 4월 22일에 확인함.
3. ↑  “Greek Lessons”. 《Publishers Weekly》. 2023년 4월 24일에 확인함.
4. ↑  “Greek Lessons”. 《Kirkus Reviews》. 2023년 1월 25일. 2023년 4월 24일에 확인함.
5. ↑  Burling, Alexis (2023년 4월 16일). “Review: Human connection flickers and ignites in hypnotic novel from award-winning author”. 《San Francisco Chronicle》. 2023년 4월 24일에 확인함.
6. ↑  Filgate, Michele (2023년 4월 17일). “Why 'The Vegetarian' author Han Kang's newly translated novel is her gutsiest yet”. 《Los Angeles Times》. 2023년 4월 24일에 확인함.
7. ↑  Strang, Em (2023년 4월 11일). “Greek Lessons by Han Kang review – loss forges an intimate connection”. 《The Guardian》. 2023년 4월 24일에 확인함.
8. ↑  Novey, Idra (2023년 4월 18일). “A Narrator Locked in Silence, Who Finds Solace in an Ancient Language”. 《The New York Times》. 2023년 4월 24일에 확인함.
9. ↑  O'Keeffe, Alice (2023년 4월 15일). “Greek Lessons by Han Kang review — a blind man, a mute woman and a dull novel”. 《The Times》. 2023년 4월 15일에 원본 문서에서 보존된 문서. 2023년 4월 22일에 확인함.
10. ↑  Sacks, Sam (2023년 4월 14일). “Fiction: 'Stay This Day and Night With Me' by Belén Gopegui”. 《The Wall Street Journal》. 2023년 4월 22일에 확인함.